# Daniel Bell
Daniel Bell (født 10. maj 1919, død 25. januar 2011) var en amerikansk sociolog.

Han forudså i sin bog fra 1973 The Coming of Post-Industrial Society, at fremtidens vigtigste produktivkraft ville blive viden